# Sofja Kovalevská
Sofja Vasiljevna Kovalevská (rusky Со́фья Васи́льевна Ковале́вская; 15. ledna 1850 Moskva – 10. února 1891 Stockholm) byla ruská matematička, která se zasloužila o několik důležitých objevů v analýze, diferenciálních rovnicích a mechanice. Působila také jako publicistka a spisovatelka, významně se zapojila do boje za ženská práva a rovnoprávnost. Jako první žena byla zvolena členkou korespondentkou Petrohradské akademie věd.
Je po ní pojmenován kráter Kovalevskaja na odvrácené straně Měsíce. Alice Munroová její život ztvárnila literárně v povídce Příliš mnoho štěstí.

## Životopis

### Mládí a rodina
Sofja Vasiljevna Kovalevská se narodila jako Sofja Vasiljevna Korvin-Krukovská do rodiny generála ruské imperiální armády Vasilije Korvin-Krukovského. Maminka Jelizaveta Šubertová byla dcerou čestného akademika – geodeta a matematika Fjodora Fjodoroviče Šuberta a vnučkou astronoma Fjodora Ivanoviče Šuberta. Měla malířský a hudební talent, mluvila čtyřmi evropskými jazyky, milovala divadlo. Pocházela z německo-romské rodiny.
Sofja se narodila jako prostřední ze tří dětí. Měla o osm let starší sestru a mladšího bratra. Dětství trávila s rodiči v Kaluze, ale rodina častěji pobývala na venkovském sídle Palibino v Pskovské oblasti. Již v mládí se u ní projevil matematický, ale i literární talent.
Tradovala se historka. S ohledem na nedostatek objednaných tapet byl její pokoj vytapetován listy z otcovy univerzitní učebnice diferenciálního a integrálního počtu profesora Ostrogradského. Její zvídavost ji vedla ke samostudiu. Matematice se věnovala díky svému strýci Pjotru Korvinu-Krukovském. Měla další soukromé učitele, chůvy a guvernantky. Nikdy nechodila do školy. Bylo patrné, že matematické nadání zdědila po předcích z matčiny strany, ale ta byla k dceřině vzdělávání skeptická. Ve čtrnácti letech ji soused, profesor fyziky Nikolaj Tyrtov, přivedl k zájmu o fyziku. Sofja se sama naučila základům trigonometrie. Vlastním způsobem odvodila některé matematické formule a profesor doporučil otci, aby dcera pokračovala ve studiu v Petrohradu.

### Studium

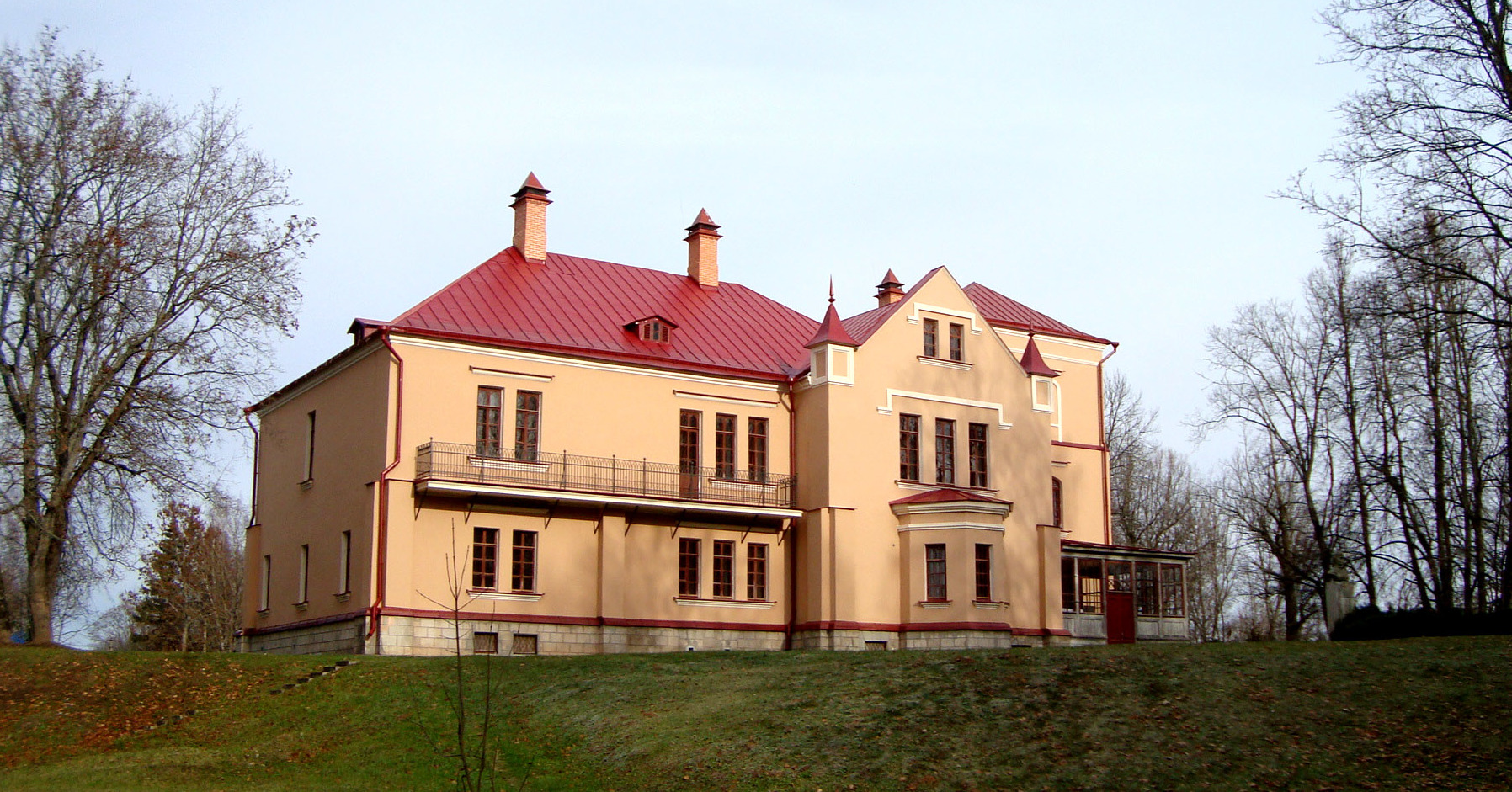
Panství Korvin-Krukovsky, muzeum S. Kovalevské, foto 2014

Od roku 1866 navštěvovala v Petrohradě soukromé hodiny matematiky u známého pedagoga Alexandra Nikolajeviče Strannoljubského (1839–1903). Ten patřil mezi příznivce vzdělávání žen, které v této době neměly právo studovat na Petrohradské univerzitě. Sofja si však přála studovat matematiku. Strýc ji seznámil s matematikem Čebyševem, a ona několikrát tajně navštívila jeho univerzitní přednášky. Brzy však pochopila, že musí odjet do Švýcarska nebo Německa, kde byly ženy ke studiu přijímány. K vycestování z vlasti potřebovala pas, který mohla získat pouze se souhlasem manžela nebo otce.
V roce 1868 se Sofja provdala za nadaného právníka Vladimira Kovalevského, pozdějšího zakladatele evoluční paleontologie. Záhy po svatbě odjela se sestrou Annou a manželem do Heidelbergu. Zde žili odděleně. Vladimir studoval paleontologii a Sofia plánovala studovat na univerzitě matematiku a fyziku. Fyziku studovala u Gustava Kirchhoffa a Hermanna Helmholtze. V roce 1870 odešla do Berlína, aby se zapsala na univerzitě ke studiu matematiky. Jako ženě jí bylo studium na Humboldtově univerzitě zamítnuto. Sofja požádala profesora Karla Weierstrasse o soukromé hodiny. Po předložení vypracovaných zkušebních úloh, byl ohromen jejími postupy a tak se stala první a jedinou jeho studentkou. Dvakrát týdně, po dobu tří let chodila do Weierstrasseova domu na soukromé hodiny matematiky.

### Dizertační práce
Sofja Kovalevská se ve své dizertační práci zabývala třemi tématy( parciální diferenciální rovnice, problém tvaru prstence planety Saturn jako tekutého tělesa v gravitačním poli a Abelovy funkce). Svoji práci ani nemusela obhajovat osobně. Göttingenská univerzita jí jako první ženě udělila v roce 1874 hodnost doktora filozofie.

### Manželství a život v Moskvě
Zpočátku bylo manželství Kovalevských založeno na kamarádství. Vladimir však očekával, že časem přeroste ze strany Sofje také v lásku. Po jedné z hádek se Kovalevskij vrátil zpět do Ruska.
Sofja po získání doktorátu se vrátila ještě na podzim v roce 1874 do Moskvy. Titul jí nebyl v Rusku uznán a jako žena nemohla pracovat ani jako učitelka. Přestala se věnovat matematice. Zkoušela psát beletrii, také divadelní recenze. Do novin psala vědecké články. Zpočátku formální manželství přerostlo v lásku a manželům se narodila dcera Sofja. Spokojené manželství dlouho nevydrželo. Vladimir neuváženě investoval, finanční ztrátu neunesl a v roce 1883 spáchal sebevraždu.

### Docentka ve Švédsku

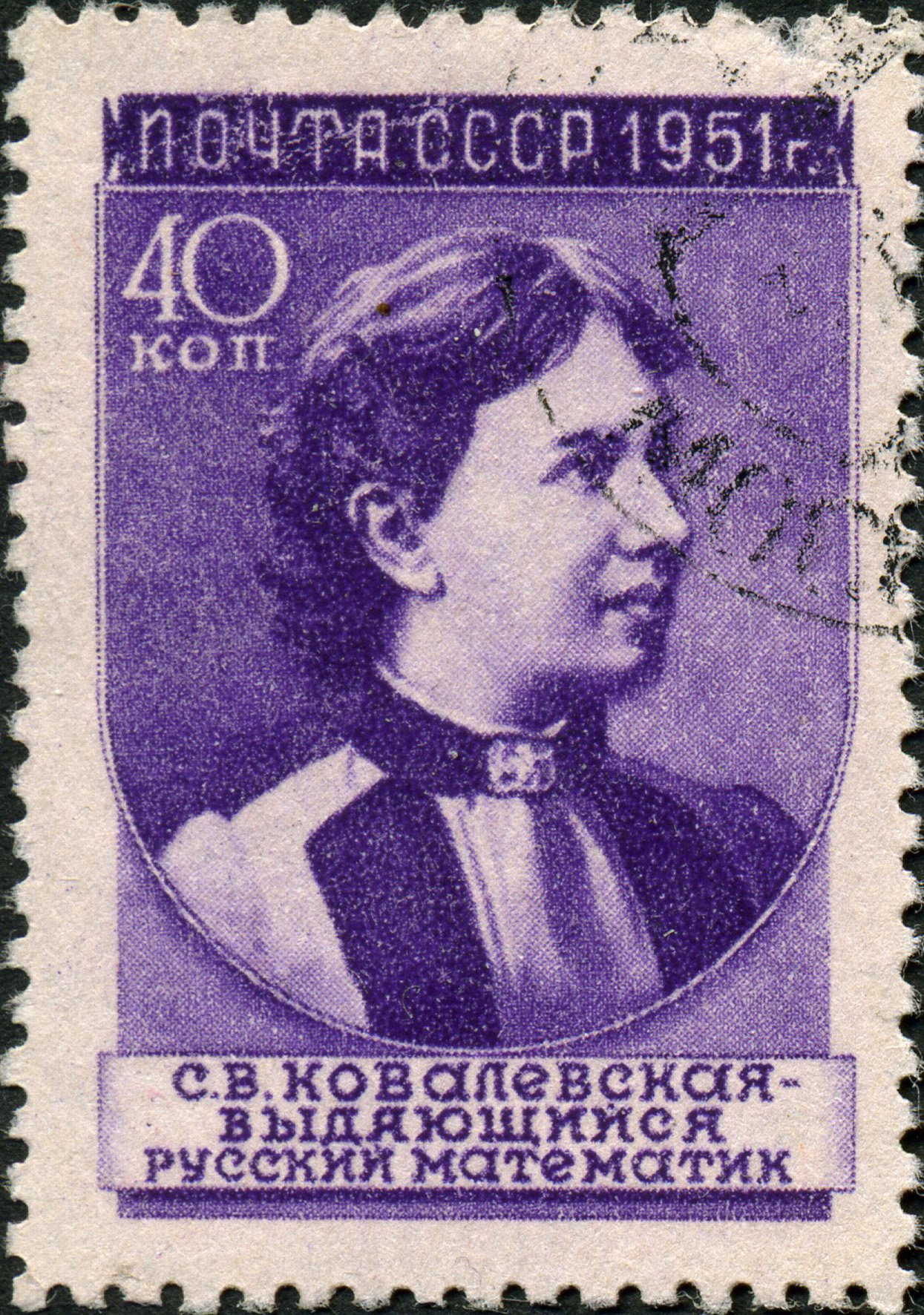
Poštovní známka SSSR, 1951

Po manželově smrti odjela Sofja v listopadu 1883 na pozvání od spolužáka Gösty Mittag-Lefflera do Švédska. Získala možnost přednášet jako soukromá docentka pět let na univerzitě ve Stockholmu. Od února 1884 začala přednášet německy matematickou analýzu a mechaniku a během jednoho roku přednášela i ve švédštině.
Stala se členkou redakční rady časopisu Acta mathematica. V této době napsala všechny své vědecké práce, ale také povídku Nihilistka, drama Boj za štěstí a rodinnou kroniku Vzpomínky na dětství.
Po Lauře Bassiové a Marii Agnesiové se Sofja Kovalevská stala další profesorkou matematiky.Její talent a celoživotní píle byly doceněny. Francouzská akademie věd jí udělila 6. prosince 1888 Bordinovu cenu za významnou práci Úloha o otáčení tuhého tělesa okolo pevného bodu a následně získala od Švédské královské akademie věd cenu Krále Oskara II.
Jako první univerzitní profesorka byla uznávána v severní Evropě a také v Rusku (titul profesorka matematiky získala již dříve Laura Bassiová, ale ta na univerzitě nikdy nepřednášela). V roce 1889 byla na návrh akademiků Pafnutije Čebyšova a Viktora Buňakovského zvolena jako první žena členkou korespondentkou petrohradské Akademie věd.

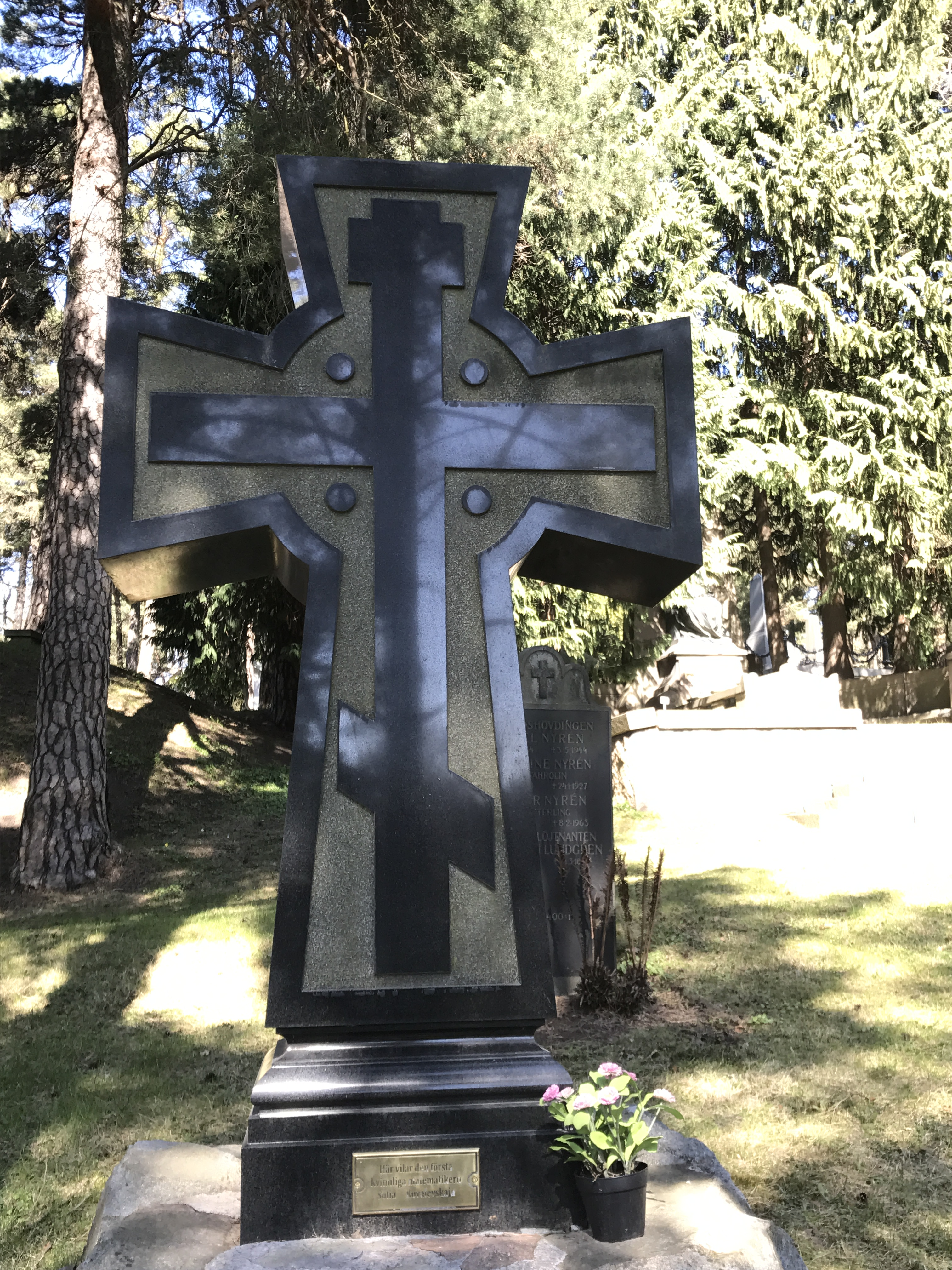
Hrob Sofje Kovalevské na Severním hřbitově (Stockholm)

### Osudové příjmení
V roce 1885 Sofja potkala historika a sociologa Maxima Maximoviče Kovalevského, který přednášel v této době ve Stockholmu. Jeho pošta byla mylně doručována na adresu Sofje. Jejich přátelství přerostlo v lásku. Prázdniny roku 1890 trávila Sofja u přítele Maxima v Nice a při návratu do Stockholmu prochladla. Její zdravotní stav se z chřipky zhoršil na těžký zápal plic. Dne 10. února zemřela na následky vleklého zápalu plic. Je pohřbena ve Stockholmu na Severním hřbitově.
Sofia Kovalevská se také významně zapojila do boje za ženská práva a rovnoprávnost. Za dobu své vědecké kariéry napsala deset prací z matematiky a fyziky, také několik literárních děl.
Vyznačovala se temperamentní a svéráznou povahou, kterou sama vysvětlovala:
| „ | Vášeň pro vědu jsem dostala od předka, maďarského krále Matyáše Korvína, lásku k matematice, hudbě a poezii od děda Schuberta, svobodnou povahu od Polska, touhu putovat a neschopnost podřídit se stanoveným zvykům – od prababičky Romky, zbytek – od Ruska. | “ |

## Vybrané publikace
- KOWALEVSKI, Sophie. Zur Theorie der partiellen Differentialgleichung. Journal für die reine und angewandte Mathematik. 1875[10]

- KOWALEVSKI, Sophie. Über die Reduction einer bestimmten Klasse Abel’scher Integrale 3ten Ranges auf elliptische Integrale. Acta Mathematica. 1884, s. 393–414. doi:10.1007/BF02418424.
- KOWALEVSKI, Sophie. Über die Brechung des Lichtes In Cristallinischen Mitteln. Acta Mathematica. 1885, s. 249–304. doi:10.1007/BF02400418.
- KOWALEVSKI, Sophie. Sur le probleme de la rotation d'un corps solide autour d'un point fixe. Acta Mathematica. 1889, s. 177–232. doi:10.1007/BF02592182.
- KOWALEVSKI, Sophie. Sur une propriété du système d'équations différentielles qui définit la rotation d'un corps solide autour d'un point fixe. Acta Mathematica. 1890, s. 81–93. doi:10.1007/BF02413316.
- KOWALEVSKI, Sophie. Sur un théorème de M. Bruns. Acta Mathematica. 1891, s. 45–52. doi:10.1007/BF02392602.